# Piano Morrison-Grady

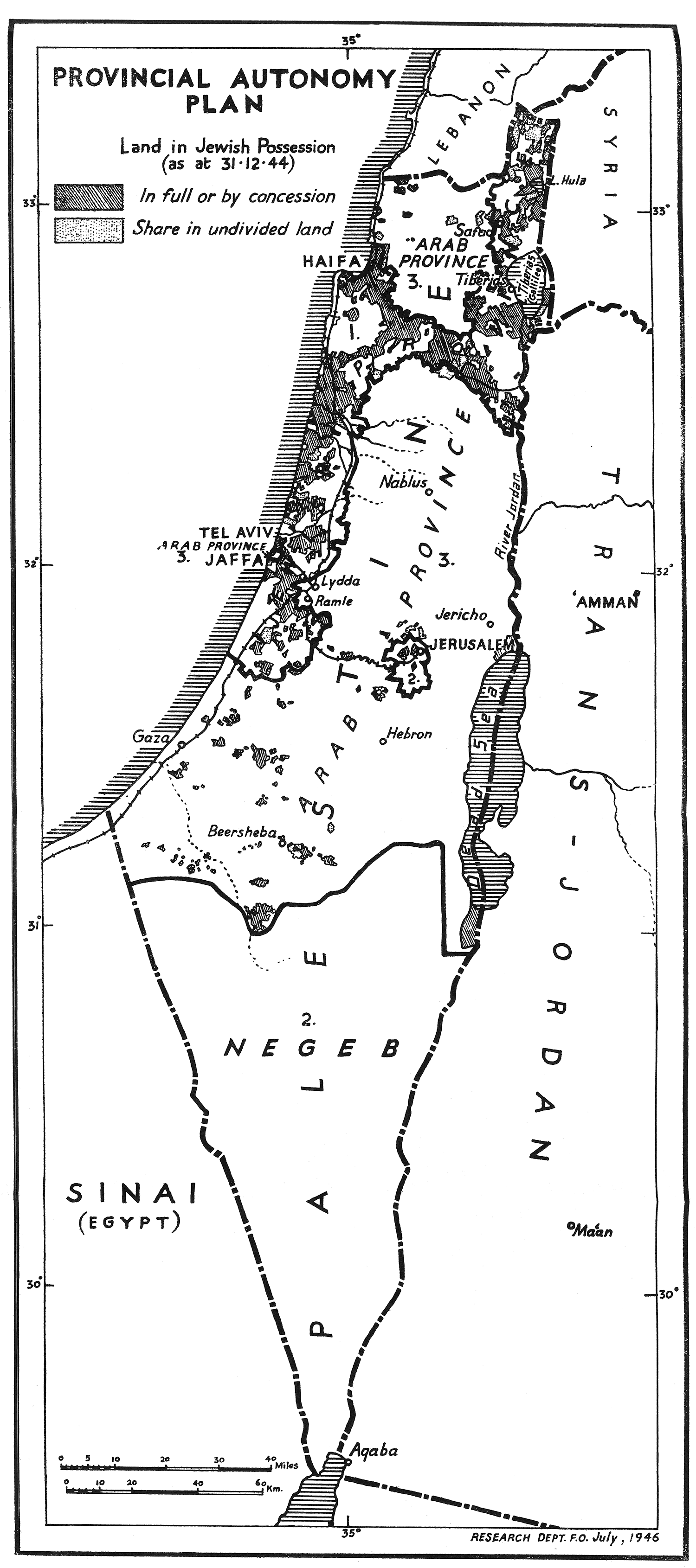
Piano di autonomia provinciale proposto dal comitato Morrison-Grady

Il Piano Morrison-Grady, noto anche come Piano di autonomia provinciale, fu un piano congiunto anglo-americano annunciato il 31 luglio 1946 per la creazione di un'amministrazione fiduciaria unitaria e federale nella Palestina mandataria.
In seguito alla pubblicazione del rapporto della Commissione d'inchiesta anglo-americana del 20 aprile 1946, fu creato un nuovo comitato guidato dal vice primo ministro britannico Herbert Morrison e dal diplomatico statunitense Henry F. Grady, al fine di stabilire l'attuazione delle proposte anglo-americane. Morrison presentò il piano al Parlamento britannico il 31 luglio 1946. Negli Stati Uniti, il sostegno iniziale al piano del presidente Truman subì un cambio di rotta dopo che i sionisti americani esercitarono pressioni contro di esso poco prima delle elezioni di metà mandato di novembre. La pressione dei sionisti americani portò il presidente Truman a respingere il piano, nonostante fosse stato proposto dallo stesso incaricato da Truman. Gli Stati Uniti all'epoca non avevano una politica sulla Palestina.
Il piano divenne il punto di partenza per la Conferenza di Londra del 1946-1947, convocata dagli inglesi il 1º ottobre 1946.

## Dettagli
Il piano prevedeva la divisione della Palestina in quattro zone: una provincia araba, una provincia ebraica, il distretto di Gerusalemme e il distretto del Negev.
Secondo i termini del piano, la provincia ebraica e la provincia araba avrebbero esercitato l’autogoverno sotto la supervisione britannica, mentre Gerusalemme e il Negev sarebbero rimasti sotto il diretto controllo britannico.

## Reazioni
Gli stati arabi discussero il piano con gli inglesi alla Conferenza di Londra del 1946-1947. Tuttavia lo rifiutarono sulla base del fatto che avrebbe portato alla spartizione e proposero in alternativa uno stato unitario indipendente.
Gli ebrei si rifiutarono di partecipare alla conferenza poiché avevano respinto il piano di autonomia provvisoria in una conferenza sionista separata. Condizionarono la loro partecipazione al rilascio dei leader detenuti allo scopo di rappresentarli al tavolo, ma gli inglesi non lo permisero.
In una successiva riunione della Conferenza nel febbraio successivo, la Gran Bretagna propose un piano, noto come Piano Bevin, per un'amministrazione fiduciaria britannica quinquennale. L'amministrazione fiduciaria doveva portare a una soluzione permanente concordata da tutte le parti. Quando sia gli arabi che gli ebrei rifiutarono il piano, la Gran Bretagna decise di sottoporre la questione alle Nazioni Unite, i quali istituirono la Commissione speciale delle Nazioni Unite sulla Palestina (UNSCOP).

## Insediamento del Negev
In risposta al piano, l'Agenzia ebraica decise di stabilire un insediamento nel Negev secondo uno schema noto come gli 11 punti nel Negev.